# Jan Kubelík
Jan Kubelík, né à Michle (aujourd’hui une partie de Prague) le 5 juillet 1880 et mort à Prague le 5 décembre 1940, est un violoniste tchécoslovaque naturalisé hongrois en 1903.

## Famille et formation

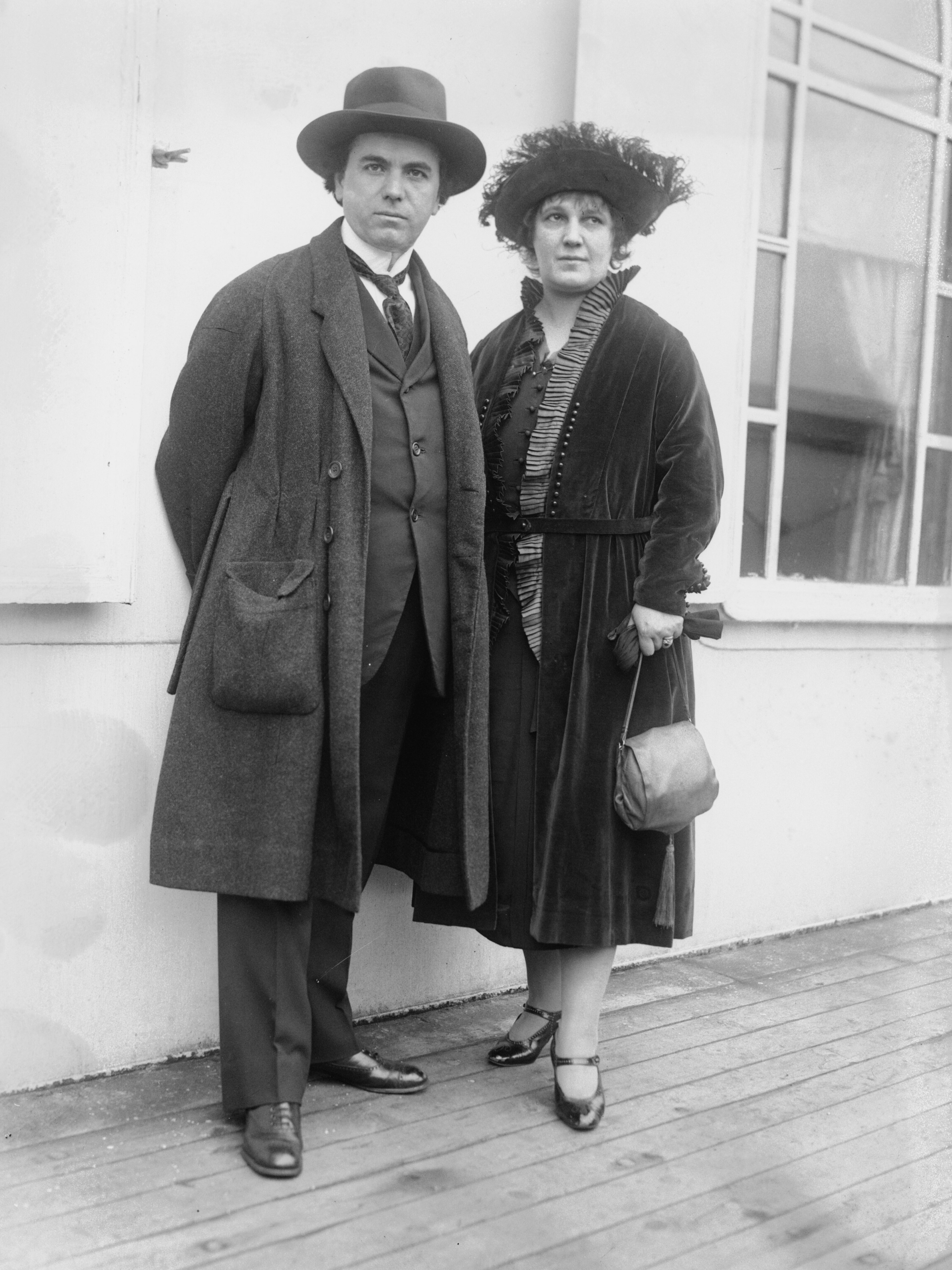
Kubeliks.

Jan Kubelík est le fils d'un jardinier passionné de musique qui lui donna ses premières leçons de violon. Il étudia ensuite avec Karel Weber et Karel Ondricek et fit ses débuts en public à l’âge de huit ans en jouant un concerto d’Henri Vieuxtemps. Élève d’Otakar Ševčík au conservatoire de Prague de 1892 à 1898, il étudia aussi la composition.
Il épousa en 1903 une noble hongroise, la comtesse Marianne Csáky-Széll, nièce de Kálmán Széll, et s'installa dans son château en Silésie. Ils eurent huit enfants, dont le chef d’orchestre Rafael Kubelík.

## Carrière
Il commence sa carrière de concertiste en 1898 à Vienne.
Sa première tournée américaine a lieu en 1902. Il commence cette même année une première série d'enregistrements pour la "Gramophone and Typerwriter Company". En 1904, Kubelik changea de maison d'enregistrement et signa un contrat avec la nouvelle société discographique "Italiana di Fonotipia" di Milano. Pour cette société, Kubelik commença à enregistrer dès le mois d'octobre 1904, reprenant certains morceaux déjà gravés pour la " Typerwriter Company" et en ajouta d'autres, d'un répertoire plus virtuose.
Il a écrit six concertos, diverses pièces pour le violon et une Symphonie américaine (1937), et fonda son propre quatuor, auquel appartint notamment Paul Grümmer, plus tard violoncelliste du quatuor Busch.
Il possédait seize violons historiques, dont un Stradivarius de 1715, L’Empereur, et un Guarnerius del Gesù de 1735 que détient actuellement Kyung-Wha Chung. L’essentiel de cette collection fut dispersé en 1932.

## Source
- Alain Pâris, Dictionnaire des interprètes et de l’interprétation musicale depuis 1900, Paris, Robert Laffont, octobre 2004, 1290 p. (ISBN 978-2-221-10214-5)
- Jean-Michel Molkhou, Les grands violonistes du XXe siècle, tome 1, Paris, Buchet-Chastel, septembre 2011, 382 p.  (ISBN 978-2-283-02508-6)